# Insurrection du Katanga
L’insurrection du Katanga est une rébellion persistante animée par divers groupes armés opérant en République démocratique du Congo, parmi lesquels certains revendiquent l’établissement d’un État autonome au sein de la province du Katanga. Bien que ce soulèvement se manifeste sous différentes formes depuis 1963, les factions insurgées ont accru leurs activités à la suite de l’évasion carcérale de 2011, laquelle permit la libération de Gédéon Kyungu Mutanga. Ce dernier dirigeait alors la majeure partie des mouvements séparatistes katangais avant de se rendre aux autorités congolaises en octobre 2016. 
Depuis l’an 2000, les combattants des Forces démocratiques de libération du Rwanda (FDLR) s’adonnent à un conflit armé d’intensité modérée opposant les Forces armées de la République démocratique du Congo (FARDC) ainsi que plusieurs factions séparatistes katangaises. Leurs activités insurrectionnelles se concentrent principalement dans les contrées septentrionales-orientales du Katanga, jouxtant la frontière sud-kivutienne. Ces hostilités prolongées ont engendré un exode massif, évalué à près de six cent mille personnes, fuyant vers d’autres provinces congolaises. Le bilan humain, demeuré indéterminé, inclut une multitude de civils décédés en raison des affrontements.

## Contexte

Une carte du Katanga

L’insurrection et l’instabilité politique émergèrent au Katanga dès les lendemains de l’accession à l’indépendance de la République Démocratique du Congo en 1960. Soutenue par la Belgique, qui y voyait le moyen d’établir un État vassal afin de préserver ses intérêts dans cette contrée riche en ressources minières, la province tenta de faire sécession. Proclamé président de cet éphémère État katangais, Moïse Tshombé ne parvint toutefois pas à assurer la pérennité de son autorité face aux forces centrales durant la crise congolaise. L’opération Grandslam en 1963 mit un terme à cette entreprise sécessionniste. 

## Début de l'insurrection
À la suite de l’opération Grandslam, les forces combattantes de la gendarmerie katangaise, composante militaire de l’État sécessionniste du Katanga, furent sommées de déposer les armes ou de s’incorporer à l’Armée nationale congolaise. Toutefois, une multitude de gendarmes choisirent de se soustraire à cette injonction, se réfugiant dans la clandestinité, voire opposant une résistance armée aux troupes gouvernementales. Près de huit mille de ces combattants demeurèrent introuvables, leur sort restant indéterminé. Un contingent non négligeable de ces gendarmes se replia vers des territoires limitrophes, notamment la Rhodésie du Nord et l’Angola portugais. Les autorités coloniales lusitaniennes, percevant en ces hommes une ressource stratégique, les regroupèrent dans des camps dits « de réfugiés », lesquels fonctionnaient en réalité comme des centres d’instruction militaire pour insurgés. En 1964, lorsque Moïse Tshombé accéda au poste de Premier ministre de la République démocratique du Congo, il mobilisa sans délai ces gendarmes exilés pour réprimer la rébellion Simba. Leur engagement contribua significativement au rétablissement de l’autorité du gouvernement central. Néanmoins, la disgrâce politique de Tshombé en 1965, suivie de la prise de pouvoir par Mobutu Sese Seko – qui renommera ultérieurement le pays « Zaïre » –, modifia leur statut. Considérés avec méfiance par le nouveau régime, les gendarmes katangais conservèrent une distance politique à son égard. Cette défiance culmina en une vaine mutinerie en juillet 1966, rapidement réprimée par les forces loyalistes. 
Les gendarmes katangais se retirèrent ultérieurement en Angola, mais le dessein de Tshombé de les employer pour une reconquête s’évanouit lorsqu’il fut incarcéré en Algérie en 1967. En exil angolais, ces forces se réorganisèrent sous la bannière du Front de libération nationale du Congo (FLNC). Le FLNC entreprit deux expéditions militaires visant à reconquérir le Katanga en 1977 et 1978, respectivement dénommées Shaba I et Shaba II, lancées depuis leurs bases angolaises. Lors de la première incursion, le FLNC obtint quelques succès initiaux, parvenant à rassembler une cohorte de six à sept mille hommes sur le sol katangais. Toutefois, les insurgés furent refoulés après que le gouvernement zaïrois eut bénéficié d’un concours militaire étranger. La seconde tentative, Shaba II, permit aux rebelles de s’emparer provisoirement de Kolwezi, cité stratégique. Le FLNC leva alors une milice indigène et tenta d’étendre son emprise, mais son entreprise échoua une nouvelle fois en raison d’une intervention extérieure. Une force aéroportée franco-belge, déployée lors de l’opération Léopard, reprit la ville, contraignant in fine le FLNC à se retrancher en Angola,.  
Malgré l’insuccès des incursions au Shaba, la mouvance sécessionniste perdura sous forme d’une agitation insurrectionnelle endémique. Au cours de la décennie 1990, les anciens gendarmes katangais et leurs affidés se fractionnèrent en une pluralité de factions antagonistes. Une fraction de ces miliciens opta pour un ralliement à Mobutu, tandis que d’autres, surnommés les « Tigres katangais », persistèrent dans une opposition irréductible. Ainsi, durant le premier conflit congolais (1996-1997), qui scella la déchéance de Mobutu, les factions katangaises combattirent en des camps opposés.

## Insurrection ultérieure
Depuis la conclusion de l’opération Shaba II, plusieurs mouvances séparatistes katangaises ont perpétué une insurrection d’ampleur limitée. Parmi les factions les plus actives figurent la Coordination pour l’organisation d’un référendum d’autodétermination du Katanga (CORAK), les Maï Maï Kata Katanga ainsi que le Congrès des peuples du Katanga (CPK),.  
Le 15 octobre 2004, des factions insurgées lancèrent une offensive sur la localité de Kilwa, contraignant près de 3 000 habitants à se réfugier en Zambie limitrophe afin d’échapper aux exactions commises lors de cet assaut.
Le 20 octobre 2004, les forces régulières reprirent le contrôle de Kilwa, neutralisant une trentaine d’insurgés et appréhendant le commandant dissident Alain Ilunga Mukalyi, ainsi que plusieurs autres combattants rebelles. 
Le 23 mai 2010, les forces de l’ordre interpellèrent sept militants séparatistes affiliés au Parti congolais du Katanga (PCK), suspectés d’avoir ourdi un assaut contre la garnison militaire de Vangu. À l’issue de leur arrestation, furent saisis trois fusils de type AK-47, des étendards arborant les symboles katangais, ainsi que divers objets rituels à caractère fétichiste. 
Le 23 novembre 2010, des combattants non étatiques ont lancé une offensive contre une localité avoisinante de Luena. 
Le 26 novembre 2010, les FARDC livrèrent combat à des factions rebelles dans la région de Luena, procédant à des bombardements contre leurs positions. Les escarmouches qui s’ensuivirent occasionnèrent la mort de six individus, parmi lesquels figurait un militaire gouvernemental et cinq insurgés, dont leur chef, Yesu Mulongo. Par ailleurs, douze dissidents furent appréhendés au cours de l’affrontement. 
Le 11 janvier 2011, les FARDC reprirent les localités de Bendera, Wimbi, Kabimba et Lunga, alors aux mains des FDLR. Les affrontements, d’une particulière âpreté, occasionnèrent la perte de dix-neuf insurgés et de trois militaires gouvernementaux.
Le 5 février 2011, des sécessionnistes katangais s’emparèrent de l’aérogare de Luano, sis à Lubumbashi, avant d’en être délogés par des éléments des FARDC et de la police provinciale. Un trépas fut recensé à l’issue des hostilités, tandis que certaines sources locales avancèrent que cette incursion pourrait avoir été perpétrée par le mouvement insurrectionnel dénommé CPK.

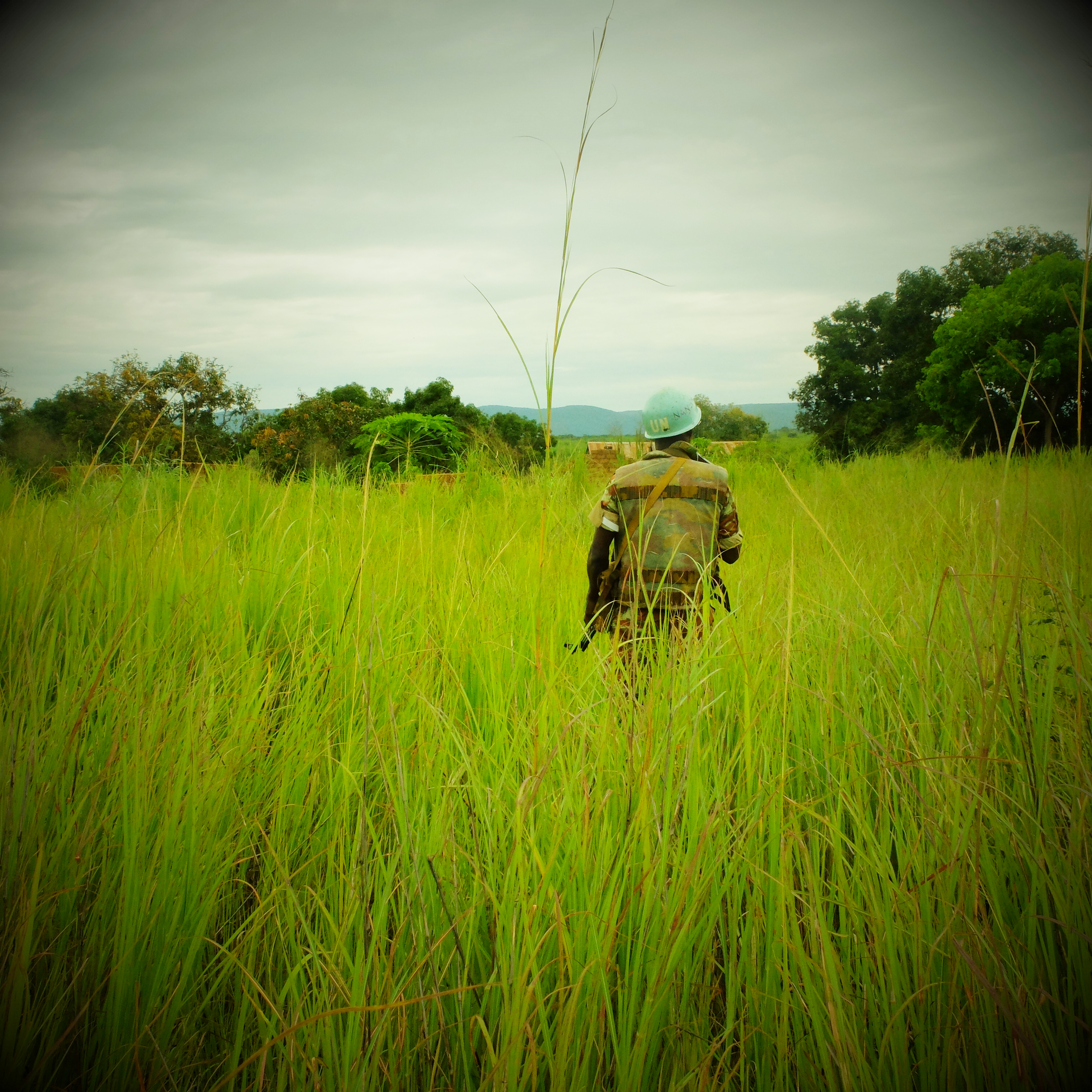
Les Casques bleus de l'ONU en action contre Bakata Katanga en 2014

Dans la nuit du 11 juillet 2011, jour commémoratif de la sécession katangaise survenue en 1960, des assaillants présumés affiliés au CORAK (Conseil pour l’autodétermination du Katanga) donnèrent l’assaut à la garnison militaire de Kimbembe, occasionnant une hécatombe dont le bilan demeure indéterminé. Préalablement à cette offensive, le 1er juillet de la même année, ledit mouvement avait rendu public un manifeste réitérant ses revendications séparatistes et exhortant à l’affranchissement de cette province congolaise.
Le 9 septembre 2011, le chef rebelle Gédéon Kyungu Mutanga parvint à s’évader de la prison de Kassapa où il était incarcéré. Dans la foulée de son évasion, Mutanga fonda les Mai Mai Kata Katanga, une faction insurrectionnelle dont l’objectif avoué était l’établissement d’un État katangais séparé. Parallèlement, il mit sur pied le Mai Mai Gédéon, plaçant ainsi sous son autorité deux milices distinctes. Ces groupes armés opéraient principalement dans les territoires de Mitwaba, Manono et Pweto, au sein de la province du Katanga. Cette région, marquée par une violence endémique, fut surnommée le « Triangle de la mort » en raison de l’intensité des conflits qui s’y déroulèrent.
Le 27 novembre 2011, un arsenal militaire situé au sein du camp Major Nvangu, à Lubumbashi, fut entièrement consumé par les flammes à la suite d’un incendie d’origine criminelle. Cet événement causa la mort d’un soldat affecté à la garde des lieux. Les autorités militaires, par la voix de leur porte-parole, imputèrent cette attaque au CORAK.
Le 27 décembre 2011, s’ouvrirent au tribunal militaire de garnison de Lubumbashi les procès de militants du CORAK, inculpés de désertion, d’insurrection et d’autres chefs d’accusation. Parmi les prévenus figuraient des individus interpellés lors de l’assaut contre l’aéroport de Luano en février 2011, ainsi qu’à la suite de l’évasion de la prison de Kassapa. L’audience subséquente était fixée au 6 janvier 2012. 
Le 21 décembre 2012, deux insurgés et un militaire des forces régulières trouvèrent la mort lors d’un accrochage opposant des rebelles aux troupes gouvernementales aux abords de l’aéroport international de Lubumbashi. Trois combattants furent par ailleurs appréhendés. Peu avant cet événement, des éléments séditieux établis en Angola avaient diffusé des proclamations laissant présager des assauts imminents. 
Entre 2013 et 2020, des affrontements récurrents opposèrent les communautés Batwa et Luba dans la région du Katanga, occasionnant la mort d’approximativement 1 410 individus. Ces violences trouvent leur origine dans les exactions perpétrées par les milices Kata Katanga à l’encontre des populations civiles, ces dernières bénéficiant du soutien du groupe ethnique Baluba.
Le 23 mars 2013, une troupe de 300 à 350 miliciens katangais, affiliés au mouvement Kata Katanga, lança une offensive sur la ville de Lubumbashi. Cette attaque, demeurée vaine, contraignit les assaillants à se replier vers un complexe des Nations unies afin d’y déposer les armes. Au terme des hostilités, 245 insurgés furent appréhendés. Les combats occasionnèrent la mort de 35 individus et firent 60 blessés,.  
En août 2013, la Mission de l'Organisation Nations Unies pour la stabilisation en République démocratique du Congo (MONUSCO) procéda à la libération de quatre-vingt-deux enfants, dont certains n’avaient pas encore atteint l’âge de huit ans, enlevés et enrôlés de force par les factions armées opérant au Katanga. Selon les déclarations de la MONUSCO, ce sont au total cent soixante-trois mineurs, parmi lesquels figuraient vingt-deux jeunes filles, qui avaient été soustraits aux groupes miliciens depuis le commencement de l’année. Dans un rapport daté du 8 mars, le Bureau de la coordination des affaires humanitaires des Nations Unies (OCHA) indiqua que les répercussions humanitaires de ces enlèvements s’étendaient désormais à plus de la moitié des vingt-deux territoires composant la province katangaise. 
Le 8 octobre 2013, le commandant insurgé Albert « Yorgo » Kisimba se constitua prisonnier auprès des autorités locales de Manomo. Trois semaines auparavant, sa parentèle, ainsi qu’une cinquantaine de partisans, avaient pareillement déposé les armes en ce même lieu. 
Selon les autorités de la RDC, des centaines de militants Maï Maï ont déserté le mouvement en 2013. 
Il a été rapporté que trente-cinq attaques rebelles ont eu lieu au cours des quatre premiers mois de 2014, dans les territoires katangais de Kalemie, Manono, Mitaba, Pweto et Moba. 
Le 7 janvier 2014, les insurgés sécessionnistes de Bakata Katanga ont mené une offensive armée contre la ville de Lubumbashi. Cette attaque fut toutefois contenue par les forces gouvernementales à la suite d’un bref engagement militaire survenu à Kiziba, localité située au sud-est de la cité. Les hostilités ont occasionné la mort de vingt-six individus, tandis qu’une multitude de civils, pris de panique, s’enfuyaient précipitamment hors des limites urbaines. 
Le 5 avril 2014, des combattants du FDLR ont saccagé plusieurs localités aux alentours de Kabulo, dans le territoire de Kalemie, avant d’ourdir des embuscades contre des convois de marchandises circulant sur la route nationale 5. 
Le 19 mai 2014, les autorités congolaises ont arrêté le commandant du Kata Katanga, Fidel Ntumbi, dans la ville de Mpyana. 
Le 6 juillet 2014, les forces armées congolaises reprirent le contrôle de la localité de Wimbi, précédemment occupée par des combattants du mouvement Maï-Maï Yakutumba.
Le 7 août 2014, des combattants rebelles des FDLR ont perpétré une embuscade contre un véhicule de transport en commun aux abords du village de Kanyangwe, occasionnant la mort d’un individu et blessant grièvement deux autres passagers. 
Le 12 septembre 2014, une dizaine de factieux abattirent un gendarme et son épouse dans la localité de Malemba Nkulu, avant de mettre la cité à sac. Les séditieux incendièrent une dizaine de demeures et s’emparèrent de trois otages, qu’ils retinrent captifs. 
Le 16 septembre 2014, les forces armées congolaises proclamèrent la reconquête de onze localités jusque-là sous l’emprise des insurgés Bakata Katanga : Ndela, Kabunda, Kishale, Paza, Nkokole, Muluvia, Kabala, Lubinda, Lenge Wa Bangi, Lenge Wa Bunga et Kyungu. Parmi les combattants tombés lors des escarmouches survenues en ce mois de septembre figurait le chef maï-maï Gédéon, dénommé Kafilo, dont le trépas fut confirmé par les autorités militaires. 
Le 26 septembre 2014, la MONUSCO a confirmé la mort du commandant Kasompobe des Bakata Katanga, dont le corps a été découvert sur la rive de la rivière Luvua le 12 septembre. 
Le 27 septembre 2014, six militants de la faction Bakata Katanga trouvèrent la mort lors d’affrontements survenus aux alentours de Kingoma. Par ailleurs, au cours d’un incident distinct, deux insurgés appartenant au mouvement Maï-Maï Yakutumba furent appréhendés dans le village de Manyanga. Quelques jours auparavant, les FARDC avaient engagé un combat contre des séparatistes Bakata Katanga dans la localité de Kapanda, occasionnant la mort ou la blessure d’un nombre indéterminé d’entre eux, tandis que deux fusils et une quantité considérable de flèches étaient saisis. 
Les 5 et 6 octobre 2014, des combattants maï-maï réduisirent en cendres une soixantaine de demeures à Katuba, Kasamba Kilangwa et Kanswa, contraignant près de 3 000 habitants à se réfugier précipitamment vers Dikulushi. Parallèlement, les FARDC donnèrent l’assaut au quartier général des Maï-Maï Gédéon, établi à Moba, et y firent libération de treize otages,.  
Le 2 novembre 2014, les séparatistes Maï-Maï Gédéon perpétrèrent des assauts simultanés contre trois localités de la contrée d’Upemba. 
Le 4 novembre 2014, des combattants de la faction Bakata Katanga dressèrent une embuscade à deux véhicules afférents aux gardiens du parc national d’Upemba, capturant quatre individus et s’emparant de quatre armes à feu. Parallèlement, ces insurgés livrèrent un assaut infructueux contre un poste avancé des FARDC sis dans le village de Muvule. 

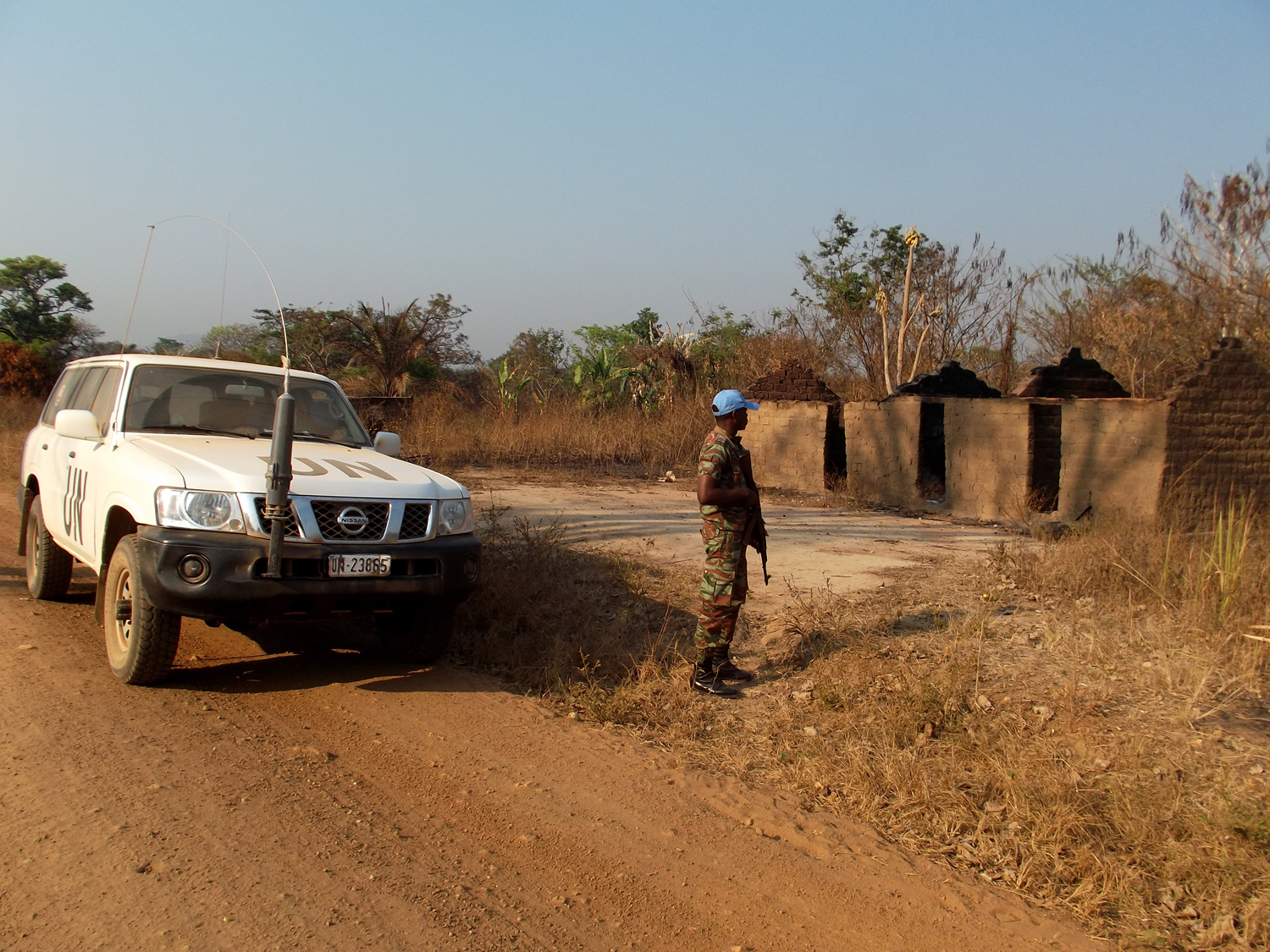
Un membre du contingent béninois patrouille à Manono, suite aux attaques des rebelles Maϊ-Maϊ.

Le 7 novembre 2014, les forces régulières s’emparèrent du quartier général des Maï Maï Gédéon, établi à Musumari, contraignant les dissidents à un repli précipité après avoir essuyé des pertes considérables. À l’issue des combats, quatre fusils ainsi qu’un amas considérable de flèches furent confisqués par les assaillants. 
Le 6 janvier 2015, les FARDC appréhendèrent Jacques Mukashama, également désigné sous le sobriquet de Bwananyama. Ce dernier commandait, au sein de la province septentrionale du Katanga, une faction dissidente des FDLR. 
Le 31 janvier 2015, le commandant des Forces armées de la République démocratique du Congo (FARDC) en charge de la province du Katanga, Jean Claude Kifwa, fit savoir que dix-huit combattants du mouvement Kata Katanga avaient abjuré leur allégeance au cours du dernier quadrimestre de l’année 2014. Cette défection intervint à la suite d’une campagne de persuasion menée avec efficacité dans la région triangulaire s’étendant entre Pweto, Mitwaba et Manono. 
Le 17 mars 2015, les autorités congolaises rendirent public un rapport relatif à l’insurrection katangaise, lequel faisait état d’un déclin manifeste des activités des factions Maï Maï. Ce document officiel désignait Kalenge, Bakwanga, Oto et Madrakua comme étant les ultimes commandants subsistant dans la région, tout en mentionnant l’incarcération de l’épouse de ce dernier. 

### Reddition temporaire de Gédéon et résurgence ultérieure des Maï Maï Kata Katanga
Le 11 octobre 2016, Gédéon Kyungu Mutanga, chef des milices Maï Maï Kata Katanga et Maï Maï Gédéon, ainsi qu’une centaine de ses combattants, se rendirent aux autorités congolaises à Malambwe. Le gouverneur de la province du Haut-Katanga déclara que cette reddition s’inscrivait dans une série de pourparlers visant à éradiquer l’insécurité au Katanga, et que les miliciens seraient intégrés à un programme de démobilisation et de réhabilitation. Toutefois, malgré cette soumission, les Maï Maï Kata Katanga perpétrèrent plusieurs incursions à Lubumbashi en 2019. Un affrontement survenu en octobre de cette même année opposa les rebelles aux forces gouvernementales, occasionnant la mort de trois soldats et de deux insurgés.
En mars 2020, la milice prêta main-forte à Gédéon Kyungu pour qu’il s’évadât de sa résidence surveillée à Lubumbashi. 

Les attaques récentes de 2020/1 (Lubumbashi), 2022 (Mitwaba) et 2023 (Parcs nationaux) ont été concentrées dans la province du Haut-Katanga

Le 25 septembre 2020, les Maï-Maï Kata Katanga firent irruption dans le centre de Lubumbashi, livrant combat aux forces armées et policières congolaises. Les affrontements, d’une rare violence, firent plus d’une douzaine de morts parmi les insurgés, alors que ceux-ci tentaient de s’emparer d’édifices publics stratégiques. Deux policiers et un militaire périrent également dans la mêlée,. Le 14 février 2021, les mêmes rebelles assaillirent deux camps des Forces armées de la République démocratique du Congo (FARDC) situés à Lubumbashi, notamment ceux de Kimbembe et Kibati. Les escarmouches qui s’ensuivirent coûtèrent la vie à quatre membres des forces de sécurité, un policier et six assaillants. Bien qu’un porte-parole des FARDC eût affirmé que l’avancée des rebelles sur la ville avait été enrayée, l’opération visant à les déloger complètement de la cité et de ses environs s’annonçait plus ardue, ces derniers ayant usé de subterfuges en se confondant avec la population civile. En novembre 2021, trois commandants et cent soixante-neuf partisans des Maï-Maï Bakata Katanga se rendirent aux autorités dans le secteur de Mpyana, à Manono. 
Le 29 janvier 2022, une centaine de combattants Maï-Maï Kata Katanga, sous les ordres de leur chef Gédéon, s’emparèrent de la localité de Mitwaba, située dans le territoire homonyme de la province du Haut-Katanga. Profitant de cette prise éphémère, les insurgés réitérèrent leur velléité sécessionniste, proclamant une nouvelle fois leur dessein de restaurer l’indépendance du Katanga. Toutefois, avant que les forces régulières ne pussent mener une riposte efficace, les rebelles se retirèrent des lieux. Les Forces armées de la République démocratique du Congo (FARDC) affirmèrent par la suite qu’une fraction des insurgés s’était rendue, tandis que le reste regagnait ses bases arrière,. À la fin de l’année 2022, Gédéon, toujours en liberté, demeurait actif dans le territoire de Mitwaba. Bien que les exactions eussent généralement diminué dans la région, le conseil des ministres du Haut-Katanga continuait de considérer sa milice comme une menace substantielle. En janvier 2023, les FARDC lancèrent des opérations ciblées contre les éléments Maï-Maï Kata Katanga retranchés dans les parcs nationaux de Kundelungu et d’Upemba, où ceux-ci trouvaient refuge. 
Au cours de l’année 2024, plusieurs assauts furent perpétrés par des factions séparatistes katangaises, notamment les Maï Maï Kata Katanga, engendrant une série d’affrontements avec les forces régulières et frappant plusieurs localités de la province. Le mois de janvier vit une quarantaine de ces combattants donner l’assaut au commissariat de police de Luena, dans le territoire de Bukama, arborant l’étendard katangais et réclamant la libération d’un de leurs miliciens détenu. Toutefois, les forces de l’ordre locales, appuyées par quelques renforts, repoussèrent aisément cette incursion. En mai, le même groupe s’en prit à un bataillon des FARDC posté dans la réserve de biosphère de Lufira, à Lutandula. L’escarmouche se solda par la mort d’un soldat et d’un agent du service national, tandis que les assaillants s’emparèrent d’un butin avant de se retirer. Le 15 août, une tuerie survint à Kilwa, en territoire de Pweto, faisant dix victimes. Les FARDC imputèrent ces morts à la répulsion d’une attaque séparatiste, mais des témoignages locaux contredirent cette version, affirmant que les militaires avaient tiré sur des civils affiliés à la secte Mbidi, les ayant confondus avec des insurgés. Entre les 7 et 8 décembre, quatre-vingts militants investirent le village de Kapando (territoire de Bukama), y tuant deux civils et dérobant la somme de 500 000 francs congolais. Peu après, ils lancèrent une nouvelle offensive dans le territoire de Moba, incendiant plus d’une cinquantaine de demeures et contraignant près de 4 000 habitants à fuir. En réaction à ces exactions, le commandant de la 22e région militaire, Eddy Kapend, somma les rebelles de déposer les armes, avertissant que les FARDC accentueraient leurs opérations si les hostilités persistaient. 

### Ouvrages cités
- Peter Abbott, Modern African Wars (4): The Congo 1960–2002, Oxford; New York City, Osprey Publishing, 2014 (ISBN 978-1-78200-076-1, lire en ligne [archive du 11 janvier 2023])
- Edgar O'Ballance, The Congo-Zaire Experience, 1960–98, illustrated, 1999 (ISBN 9780230286481, lire en ligne [archive du 11 janvier 2023])
- Erik Kennes et Miles Larmer, The Katangese Gendarmes and War in Central Africa: Fighting Their Way Home, Indiana University Press, 2016 (ISBN 9780253021502, lire en ligne [archive du 11 janvier 2023])